# 291 Alice
291 Alice је астероид главног астероидног појаса са пречником од приближно 14,97 km.
Афел астероида је на удаљености од 2,428 астрономских јединица (АЈ) од Сунца, а перихел на 2,014 АЈ.
Ексцентрицитет орбите износи 0,093, инклинација (нагиб) орбите у односу на раван еклиптике 1,853 степени, а орбитални период износи 1209,395 дана (3,311 године).
Апсолутна магнитуда астероида је 11,45 а геометријски албедо 0,207.
Астероид је откривен 25. априла 1890. године.